# Henry Singleton (peintre)
Pour les articles homonymes, voir Henry Singleton.
Henry Singleton  (19 octobre 1766 – 15 septembre 1839)  est un peintre et miniaturiste anglais.

## Biographie
Henry Singleton nait à Londres dans une famille d'artistes. Il a moins de 2 ans quand son père meurt, et il est éduqué par son oncle William qui était peintre. Un autre de ses oncles exposait à l'Académie Royale entre 1773 et 1788. Ses sœurs Maria et Sarah étaient miniaturistes. Il se marie en 1807 avec la fille de son cousin. Il meurt à Londres à l'âge de 72 ans.
Ses travaux sont exposés au British Museum, au Victoria and Albert Museum, au National Portrait Gallery de Londres, au Scottish National Portrait Gallery, à l'Ulster Museum, et à la Brighton Art Gallery.

## Œuvres

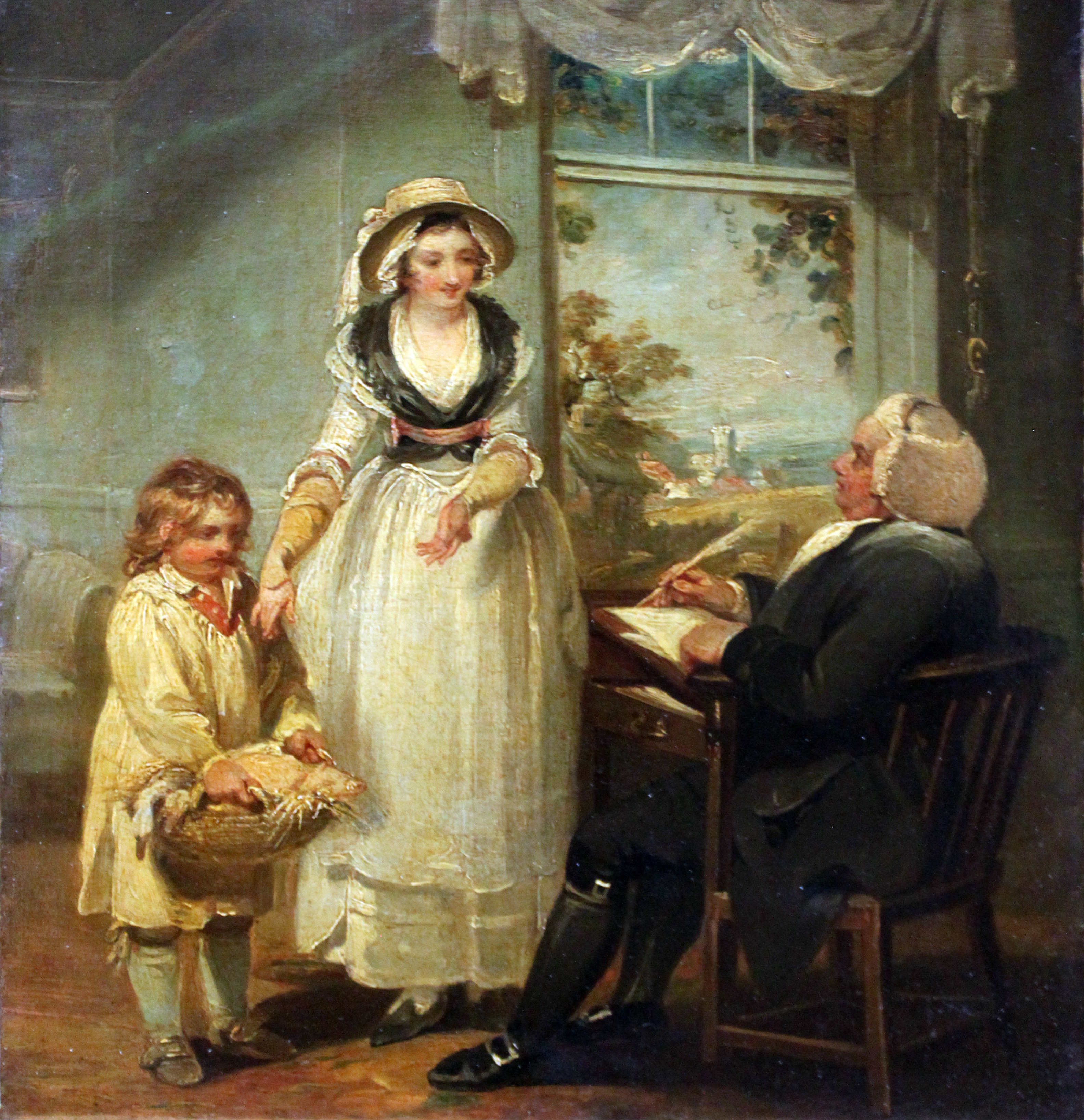
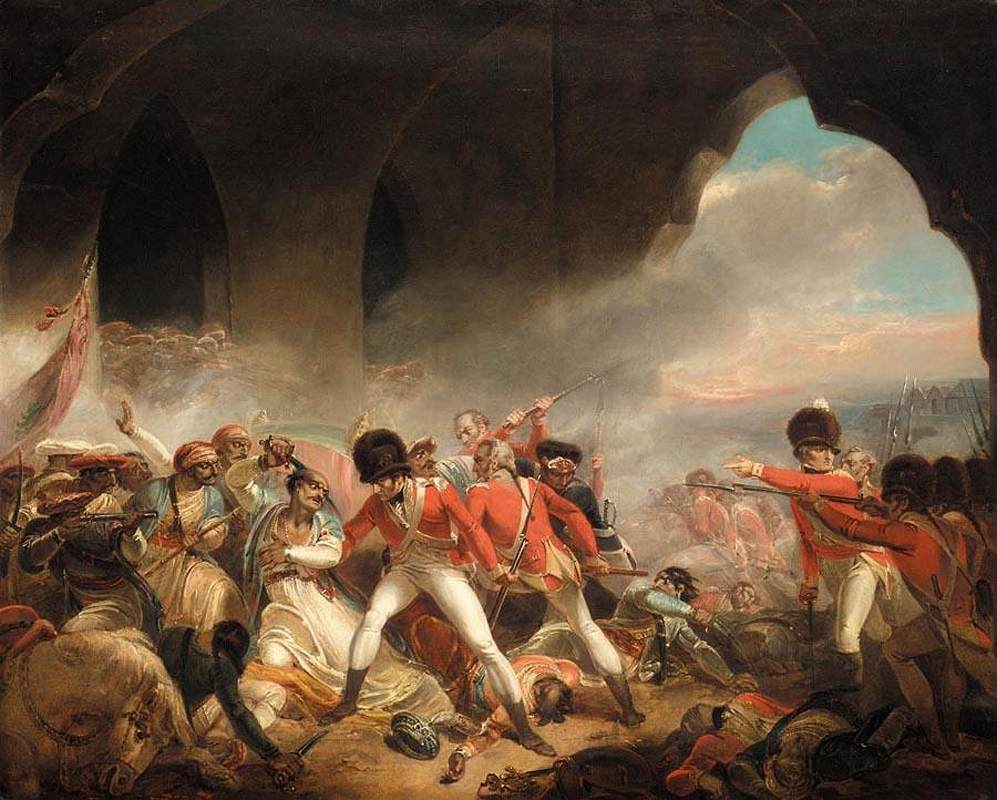
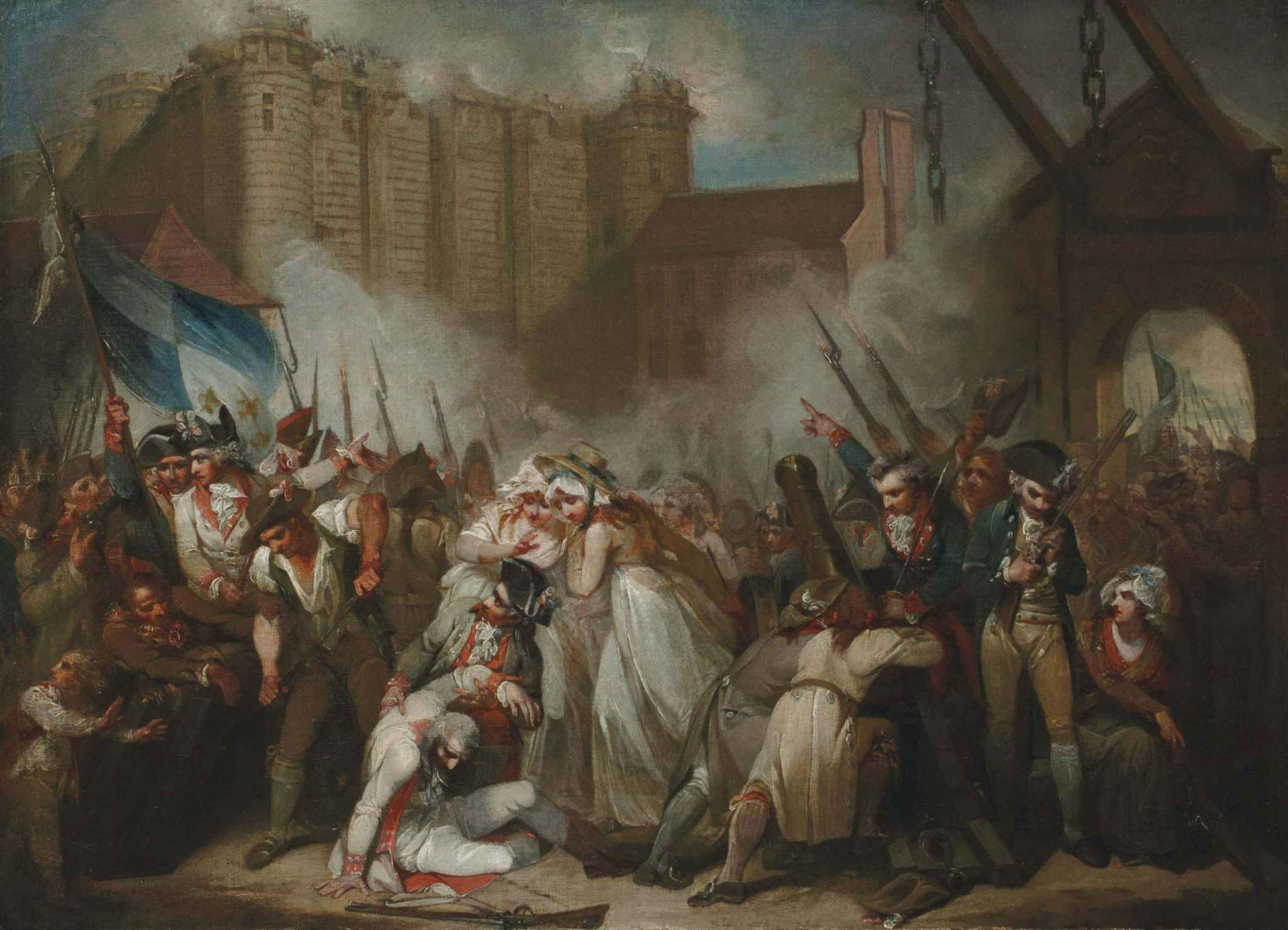
Musée de la Révolution française.